# Liste der Nummer-eins-Hits in den Rhythmic Airplay Charts (2003)
| Singles |
| --- |
| - Eminem – Lose Yourself - 7 Wochen (16. November 2002 – 3. Januar 2003) - Jay-Z & Beyoncé – ’03 Bonnie & Clyde - 3 Wochen (4. Januar – 24. Januar) - B2K feat. P. Diddy – Bump, Bump, Bump - 3 Wochen (25. Januar – 14. Februar) - Jennifer Lopez feat. LL Cool J – All I Have - 2 Wochen (15. Februar – 27. Februar) - 50 Cent – In da Club - 9 Wochen (1. März – 2. Mai) - R. Kelly – Ignition - 1 Woche (3. Mai – 9. Mai) - Sean Paul – Get Busy - 1 Woche (10. Mai – 16. Mai) - Fabolous feat. Mike Shorey und Lil’ Mo – Can’t Let You Go - 1 Woche (17. Mai – 23. Mai) - 50 Cent feat. Nate Dogg – 21 Questions - 4 Wochen (24. Mai – 20. Juni) - Lil’ Kim feat. 50 Cent – Magic Stick - 5 Wochen (21. Juni – 25. Juli) - Chingy – Right Thurr - 2 Wochen (26. Juli – 8. August, insgesamt 7 Wochen) - Beyoncé feat. Jay-Z – Crazy in Love - 1 Woche (9. August – 15. August) - Chingy – Right Thurr - 5 Wochen (16. August – 19. September, insgesamt 7 Wochen) - Nelly feat. P. Diddy und Murphy Lee – Shake Ya Tailfeather - 1 Woche (20. September – 26. September) - Beyoncé feat. Sean Paul – Baby Boy - 7 Wochen (27. September – 14. November) - Chingy feat. Ludacris & Snoop Dogg – Holidae In - 1 Woche (15. November – 21. November) - Ludacris feat. Shawna – Stand Up - 4 Wochen (22. November – 19. Dezember) - OutKast – Hey Ya! - 1 Woche (20. Dezember – 26. Dezember) - Kelis – Milkshake - 5 Wochen (27. Dezember 2003 – 30. Januar 2004) |